# كيريل سوسلوف
كيريل سوسلوف (بالروسية: Кирилл Павлович Суслов)‏ هو لاعب كرة قدم روسي في مركز الدفاع، ولد في 26 أكتوبر 1991 في فيسوكوفسك في روسيا. لعب مع دينامو بارنول وسبارتاك نالتشيك وسيسكا موسكو.

## وصلات خارجية
- كيريل سوسلوف على موقع قاعدة بيانات كرة القدم.إي يو (الإنجليزية)
- كيريل سوسلوف على موقع Soccerway.com (الإنجليزية)
- كيريل سوسلوف على موقع عالم كرة القدم.نت (الإنجليزية)